# Wilhelm Friedrich Loeper

Wilhelm Friedrich Loeper

Wilhelm Friedrich Loeper (* 13. Oktober 1883 in Schwerin; † 23. Oktober 1935 in Dessau) war Politiker der NSDAP und Gauleiter des Gaues Magdeburg-Anhalt.

## Leben
Loeper wurde als Sohn eines Apothekers geboren. 1884 siedelte seine Familie nach Friesack (Mark Brandenburg) über. Kurze Zeit später erfolgte ein Umzug nach Roßlau/Elbe, wo der Vater eine Apotheke übernahm. Er besuchte zunächst die Schule in Roßlau, später das Friedrichs-Gymnasium in Dessau und legte dort 1903 sein Abitur ab. Loeper schlug dann eine militärische Laufbahn ein.
Am 16. März 1903 trat er als Fahnenjunker in das Pionier-Bataillon von Rauch (1. Brandenburgisches) Nr. 3 in Spandau ein und absolvierte dann die Kriegsschule Neiße. Bereits am 19. August 1904 wurde er Leutnant und nach diversen weiteren Kommandos (Stettin, Berlin, Graudenz und Allenstein) am 18. August 1912 schließlich Oberleutnant. Es erfolgte dann seine Versetzung zum Magdeburgischen Pionier-Bataillon 4. Hier übernahm er 1913 das Kommando über einen Scheinwerferzug.

### Im Ersten Weltkrieg
Nach Beginn des Ersten Weltkriegs war er zwischen 1914 und 1918 an der Westfront als Hauptmann und Kompaniechef im Pionier-Bataillon 19 eingesetzt. Er wurde mehrere Male verwundet, die erste Verwundung erhielt er am 15. September 1914 (Granatsplitter) bei Bieuxy.
Auszeichnungen im Ersten Weltkrieg:
- 22. September 1914 Eisernes Kreuz II. Klasse,
- 4. April 1915 Mecklenburg-Schweriner Militärverdienstkreuz II. Klasse,
- 27. Mai 1915 Eisernes Kreuz I. Klasse,
- 25. Oktober 1915 Mecklenburg-Schweriner Militärverdienstkreuz I. Klasse,
- 3. Februar 1916 Anhaltisches Friedrichskreuz am Band für Kämpfer

Am 12. Juli 1915 heiratet Loeper seine Frau Elisabeth.

### Weimarer Republik
Nach Kriegsende wurde Loeper Führer eines Freikorps, das im Baltikum und im Ruhrgebiet im Einsatz war. In dieser Funktion war er auch an der Niederschlagung des Spartakusaufstandes beteiligt.
Mit der Gründung der Reichswehr wurde Loeper Kompaniechef im Pionierbataillon 2. Im Jahr 1923 war er als Lehrer an der Pionierschule in München tätig und lernte dort Adolf Hitler kennen. Loeper beteiligte sich am Hitler-Ludendorff-Putsch vom 9. November 1923 und beabsichtigte, die Pionierschule dem Befehl Hitlers zu unterstellen. Nach der Niederschlagung des Putschversuchs wurde Loeper deshalb 1924 aus der Reichswehr entlassen.
Loeper begann sich nun in der NSDAP zu engagieren, 1925 trat er der Partei bei (Mitgliedsnummer 6.980). Er zog nach Dessau und leitete zunächst die dortige NSDAP-Ortsgruppe. Noch im gleichen Jahr wurde er Geschäftsführer des Gaus und schließlich 1927 als Nachfolger von Gustav Hermann Schmischke Gauleiter im Gau Magdeburg-Anhalt. Loeper widmete sich dem Aufbau der Partei in seinem Gau und bekämpfte das in Dessau ansässige Bauhaus. In einem Brief von 1930 schrieb er: „wie das Bauhaus nach Jerusalem gehört und nicht nach Dessau“. Loeper hatte später entscheidenden Anteil an der Zerschlagung dieser Institution.
1928 wurde er Mitglied des Anhaltischen Landtags. Anhalt hatte bereits seit 1932 eine nationalsozialistische Landesregierung. Ab 1930 war er für den Wahlkreis 10 (Magdeburg) auch Mitglied des Reichstags.
Loeper wurde Leiter des Personalamtes der NSDAP und Herausgeber des Trommler-Verlags. 1932 richtete er im Schloss Großkühnau die erste Stammabteilung und die Führerschule des Reichsarbeitsdienstes ein. Im gleichen Jahr erfolgte die Ernennung Loepers zum Landesinspektor der NSDAP für Mitteldeutschland-Brandenburg.

### Ab 1933
Nach der reichsweiten „Machtergreifung“ der Nationalsozialisten wurde Loeper gemeinsamer Reichsstatthalter in Braunschweig und Anhalt. Als sein Amtssitz wurde ihm Dessau bestimmt. Noch 1933 verlieh ihm die Stadt Magdeburg die Ehrenbürgerwürde, die ihm 1946 jedoch postum wieder aberkannt wurde. Im Januar 1934 wurde er zum SS-Ehren-Gruppenführer (SS-Nummer 142.592) und Gauehrenführer des Reichsarbeitsdienstes ernannt. 1935 wurde er Mitglied der Akademie für Deutsches Recht. Er ist auch Ehrenbürger von Dessau (30. Mai 1933), Ehrenbürger der Gemeinde Mildensee (Dessau) und der Stadt Gernrode gewesen. Am 4. Juni 2008 beschloss der Stadtrat von Dessau-Roßlau die offizielle Streichung von Wilhelm Friedrich Loeper (wie auch von Adolf Hitler und Joachim Albrecht Eggeling, Nachfolger Loepers als Gauleiter) von der Ehrenbürgerliste der Stadt.
Am 23. Oktober 1935 verstarb Gauleiter Loeper an Halskrebs. Seine Beisetzung erfolgte im Napoleonsturm in Mildensee bei Dessau; später wurde er auf dem Mildenseer Friedhof begraben.

## Ehrungen
In der Region erfolgten diverse Ehrungen. So benannte die Gemeinde Ottersleben die Hauptmann-Loeper-Straße, die Stadt Braunschweig die Wilhelm-Friedrich-Loeper-Straße (heute: Adolfstraße), die Stadt Leopoldshall die Hauptmann-Loeper-Straße (ab 1946 wieder Hohenerxlebener Straße), Dessau das Hauptmann-Loeper-Gymnasium (heute Philanthropinum), die Stadt Wernigerode eine Brücke, die Stadt Zerbst das Freibad, die Hansestadt Osterburg (Altmark) den Hauptmann-Loeper-Berg (heute: Weinberg) und die Stadt Rostock die Hauptmann-Loeper-Straße (heute nach Otto Kuphal Kuphalstraße genannt) nach ihm. Sämtliche Benennungen verschwanden jedoch nach Kriegsende wieder. Die Ehrenbürgerschaft der Stadt Zerbst erlosch, gemäß den städtischen Satzungen, mit seinem Tode 1935. Im November 1935 erhielt die 59. SS-Standarte (Regiment) zu Dessau den Ehrennamen Loeper.